# Macroschisma
Macroschisma is een geslacht van weekdieren uit de klasse van de Gastropoda (slakken).

## Soorten
- Macroschisma africanum Tomlin, 1932
- Macroschisma bakiei G. B. Sowerby II, 1862
- Macroschisma compressum A. Adams, 1851
- Macroschisma cuspidatum A. Adams, 1851
- Macroschisma dilatatum A. Adams, 1851
- Macroschisma elegans Preston, 1908
- Macroschisma hiatula Swainson, 1840
- Macroschisma madreporaria Hedley, 1907
- Macroschisma maximum A. Adams, 1851
- Macroschisma megatrema A. Adams, 1851
- Macroschisma munitum (Iredale, 1940)
- Macroschisma productum A. Adams, 1851
- Macroschisma rubrum Poppe, Tagaro & Stahlschmidt, 2015
- Macroschisma sinense A. Adams, 1855
- Macroschisma tasmaniae G. B. Sowerby II, 1862